# Port lotniczy Moulay Ali Szerif
Port lotniczy Moulay Ali Szerif (IATA: ERH, ICAO: GMFK) – port lotniczy położony w mieście Ar-Raszidija, w regionie Meknes-Tafilalt, w Maroku.

## Linie lotnicze i połączenia
| Linia Lotnicza  | Kierunek                |
| --------------- | ----------------------- |
| Royal Air Maroc | 1. Casablanca           |
| Ryanair         | 1. Marrakesz            |
| Transavia.com   | Sezonowo: 1. Paryż-Orly |